# Armand Delcampe
Armand Delcampe, né le 11 août 1939 à Anderlues, est un comédien, metteur en scène et directeur de théâtre belge. Il a également fondé et dirigé la revue Cahiers Théâtre Louvain pendant 20 ans.
En 1961, il fonde le Théâtre universitaire de Louvain avec le professeur Raymond Poulliart, au sein de l'Université catholique de Louvain.
En 1975, il fonde l'Atelier Théâtre Jean Vilar à Louvain-la-Neuve qu'il dirige jusqu'en 2008-2009.
À l'été 2012, il joue aux côtés de Pascal Racan le rôle de Peppone dans le Don Camillo de Giovanni Guareschi, adapté par Patrick de Longrée et mis en scène par Jean-Claude Idée à l'Abbaye de Villers-la-Ville.

## Comédien
- 1980-1982 : Andreï dans Les Trois Sœurs d’Anton Tchekhov, mis en scène par Otomar Krejca
- 2009-2010 : Orgon dans Le Tartuffe ou l'Imposteur de Molière

## Metteur en scène
- 1981 : Fin de partie de Samuel Beckett
- 1990 : Le Bourgeois gentilhomme de Molière, décor Josef Svoboda, costumes Elena Mannini, chorégraphie Nicole Hanot avec Yves Pignot dans le rôle titre
- 1999 : Dom Juan de Molière
- 2013 : L'Amant jaloux d'André-Modeste Grétry

## Filmographie
- 1969 : Il pleut dans ma maison de Pierre Laroche : Nélus
- 1978 : Molière d'Ariane Mnouchkine : Jean Poquelin, le père de Molière
- 1990 : Jean Galmot, aventurier d'Alain Maline
- 1991 : Le Ciel de Paris de Michel Béna : le père de Lucien
- 1993 : L'Ordre du jour de Michel Khleifi : Gosselin